# 阿波市立林小学校
阿波市立 林小学校（あわしりつ はやししょうがっこう）は、徳島県阿波市阿波町字東整理にある公立小学校。

## 概要

### 校歌
- 作詞: 金沢治
- 作曲: 大塩憲一

## 沿革
- 1933年（昭和8年） - 林尋常高等小学校を創立。
- 1950年（昭和25年）3月29日 - 昭和天皇が行幸（昭和天皇の戦後巡幸）[1]。
- 2005年（平成17年） - 町村合併のため阿波市立林小学校となる。

## 通学区域が隣接している学校
- 阿波市立伊沢小学校
- 吉野川市立高越小学校
- 美馬市立江原南小学校
- 美馬市立江原北小学校